# Heart Attack
"Heart Attack (What Everyone Else Calls Fun)" är en sång av det svenska indiebandet Bad Cash Quartet, från 2001. Låten finns med som tredje låt på gruppens andra studioalbum Outcast (2001) men utgavs också som singel samma år.

## Låtlista
1. "Heart Attack (What Everyone Else Calls Fun)" - 3:12
2. "You Talk a Hole in My Head" - 1:53

## Filmmusik
"Heart Attack" användes i filmen Om inte (2001).

## Listplaceringar
| Lista (2001) | Topplacering |
| ------------ | ------------ |
| Sverige      | 52           |

### Fotnoter
1. ↑  ”Outcast”. Discogs.com. http://www.discogs.com/Bad-Cash-Quartet-Outcast/release/1729011. Läst 15 juni 2012.
2. ↑  ”Heart Attack”. Discogs.com. http://www.discogs.com/Bad-Cash-Quartet-Heart-Attack-What-Everyone-Else-Calls-Fun/release/1577933. Läst 15 juni 2012.
3. ↑  ”Heart Attack”. Svensk filmdatabas. http://www.sfi.se/sv/svensk-filmdatabas/Item/?type=MUSIC&itemid=9786. Läst 15 juni 2012.
4. ↑  Placeringar på den svenska singellistan